# 西村昌巳
西村 昌巳（にしむら まさみ、1959年 - 2023年1月6日）は、国内の映画制作を志す高校生を海外に雄飛してもらうことを目的としたNPO法人日本映画甲子園理事。日本家紋研究会会員。一本気新聞主宰。
母は、数学者の西村温子。

## 来歴
東京生まれ。東京大学教育学部附属中等教育学校卒業後、慶應義塾大学文学部在学中に、ミニコミ誌『一本気新聞』を創刊。当時メジャーの『平凡パンチ』に取り上げられ、話題となる。1982年慶應義塾大学文学部卒業。
2012年　全国および世界の高校生が作る自主製作映画のコンクールの実施と運営を行うNPO映画甲子園創設。中高生に向けて、映画製作にかかわる技術指導と映画製作にかかわる活動支援やセミナー、シンポジウムの開催を行っていた。
2023年1月6日未明に死去。63歳だった。肝臓癌・胆管癌を併発しており、前年10月に入院していたが、その時点でかなり重い容態だったという。

## 書籍
- 「家紋主義宣言」河出書房新社
- 「スポーツ伝説が誕生する!インターネット･スタジアム 」渡辺史敏 ; 野田香里 ; 西村昌巳 ; 青山亮 ; 杉山賢一郎 ; 高木義人 共著